# Lucas Moura
Lucas Moura (São Paulo, 13. kolovoza 1992.) je brazilski nogometaš koji igra na poziciji krilnog napadača. Trenutačno igra za São Paulo i brazilsku nogometnu reprezentaciju.

## Vanjske poveznice
- Službene stranice  Arhivirana inačica izvorne stranice od 23. studenoga 2011. (Wayback Machine) (port.)
- Soccerbase (eng.)
- UEFA  Arhivirana inačica izvorne stranice od 12. svibnja 2019. (Wayback Machine) (španj.)
- Weltfussball (njem.)
- National-Football-Teams.com (eng.)